# مسرشمیت ب‌اف ۱۱۰
مسرشمیت ب‌اف ۱۱۰ (به آلمانی: Messerschmitt Bf 110) که ام‌ایی ۱۱۰ (به آلمانی: Me 110) نیز خوانده می‌شود، یک جنگنده سنگین دوموتوره ساخت شرکت هواگردسازی مسرشمیت در آلمان بود که میانه دهه ۱۹۳۰ طراحی و به‌وسیله لوفت‌وافه در نقش‌ها و جبهه‌های مختلف در جنگ جهانی دوم به کار برده شد.
هواگردهای ام‌ئی ۲۱۰ و ام‌ئی ۴۱۰، بر مبنای ب‌اف ۱۱۰ طراحی شدند.

## طراحی و تاریخچه عملیاتی
مهندس ویلی مسرشمیت هواگرد ب‌اف ۱۱۰ را سال ۱۹۳۴ در شرکت هواگردسازی بایرن (بعدا مسرشمیت آگه) طراحی کرد. پیش‌نمونه نخست (ب‌اف ۱۱۰ فاو۱) ماه مه سال ۱۹۳۶ به پرواز درآمد.
تکمیل فرایند طراحی و تولید امکان استفاده از در کارزار جنگ داخلی اسپانیا را نداد. مدل تولیدی ب‌اف ۱۱۰سی اوایل سال ۱۹۳۹ وارد خدمت در لوفت‌وافه شد. با ظهور قابلیت‌های چند منظوره ب‌اف ۱۱۰، جناح‌های ویژه‌ای برای جنگنده‌های سنگین ایجاد شد. با آغاز جنگ جهانی دوم، هواگرد با وجود تحرک‌پذیری اندک، عملکرد بسیار خوبی در نقش پشتیبانی هوایی نزدیک در نبردهای لهستان، نروژ، هلند و فرانسه داشت. با این حال در جریان نبرد بریتانیا، بدون تسلیحات دفاعی قدرتمند و چابکی و شتاب لازم، ب‌اف ۱۱۰ در برابر جنگنده‌های پرسرعت و نوین بریتانیایی خود به اندازه بمب‌افکن‌هایی که قرار بود از آن‌ها محافظت کند، آسیب‌پذیر بود و متحمل خسارات سنگین شد. در هر صورت ب‌اف ۱۱۰ به خدمت در تمامی صحنه‌های جنگ ادامه داد. از آن در نقش‌های مختلفی شامل هواگرد تهاجم زمینی، ضدکشتی، بمب‌افکن سبک، کشیدن بادپر و شناسایی برد بلند استفاده شد.
برنامه‌ریزی برای اتمام تولید ب‌اف ۱۱۰ قدیمی در سال ۱۹۴۲ بود. قرار بود مسرشمیت ام‌ایی ۲۱۰ جایگزین آن شود. نارضایتی از عملکرد ام‌ایی ۲۱۰ باعث شد استفاده از ب‌اف ۱۱۰ ادامه پیدا کند و مدل جدید گه (G) از آن ایجاد شود. با وجود این که دیگر کاملاً منسوخ به حساب می‌آمد، تولیدات سال ۱۹۴۳ از ب‌اف ۱۱۰گه از مجموع تمامی تولیدات پیشین مدل‌های دیگر بیشتر بود. تسلیحات سنگین، برد بلند و مجهز بودن به تجهیزات راداری سبب می‌شد ب‌اف ۱۱۰ هنوز در نبردهای دفاعی مفید باشد؛ مخصوصاً در نقش جنگنده شبانه که در غیاب جنگنده‌های دشمن، همچنان تأثیر بالایی نشان می‌داد.
با پدیداری جنگنده‌های حفاظتی برد بلند همچون پی-۵۱ آمریکایی که خسارت زیادی برای ب‌اف ۱۱۰ به بار می‌آوردند، این هواگرد از ماه مارس سال ۱۹۴۴ کاملاً از عملیات در روز کنار گذاشته شد.
مجموعاً تا ماه‌های پایایی جنگ ۶٬۰۵۰ فروند از هواگرد ب‌اف ۱۱۰ تولید شد.

## کاربران
- آلمان
- پادشاهی مجارستان
- پادشاهی ایتالیا
- پادشاهی رومانی
- کرواسی
- شوروی (غنیمتی)

## مشخصات فنی (مدل سی-۱)
مشخصات عمومی
- خدمه: ۲ یا ۳ نفر
- طول: ۱۲ متر
- بازه بال: ۱۶٫۲۵ متر
- ارتفاع: ۴٫۱۳ متر
- مساحت بال: ۳۸٫۴ متر مربع
- وزن خالی: ۴۴۲۵ کیلوگرم
- وزن ناخالص: ۶۰۳۰ کیلوگرم
- حداکثر وزن هنگام برخاستن: ۶۷۵۰ کیلوگرم
- نیرومحرکه: دو موتور پیستونی ۱۲ سیلندر دایملر-بنتس دی‌ب ۶۰۱آ-۱ خنک‌شونده با مایع: هر یک ۱۰۵۰ اسب بخار - ۷۸۰ کیلو وات هنگام برخاستن
- ظرفیت سوخت: ۱۲۷۰ لیتر
- پیش‌ران: ملخ ۳ تیغه با زاویه متغیر

عملکرد
- حداکثر سرعت:

۴۷۵ کیلومتر بر ساعت در سطح دریا
۵۲۵ کیلومتر بر ساعت در ارتفاع ۴٬۰۰۰ متری
۵۴۱ کیلومتر بر ساعت در ارتفاع ۶٬۰۰۰ متری
- پایاسیر:

۲۶۲ کیلومتر بر ساعت در سطح دریا
۴۸۹ کیلومتر بر ساعت در ارتفاع ۵٬۰۰۰ متری
۴۸۴ کیلومتر بر ساعت در ارتفاع ۷٬۰۰۰ متری
۳۴۹ کیلومتر بر ساعت در ارتفاع ۴۲۰۰ متری به صورت به صرفه
- سرعت فرود: ۱۵۰ کیلومتر بر ساعت
- برد:

۷۷۴ کیلومتر در سطح دریا با ذخیره سوخت معمول و حداکثر سرعت پایاسیر
۸۵۰ کیلومتر در ارتفاع ۵۰۰۰ متری حداکثر سرعت پایاسیر
- سرعت اوج‌گیری: ۱۱ متر بر ثانیه، ۶۰۰۰ متر در ۱۰ دقیقه و ۱۲ ثانیه
- حداکثر ارتفاع: ۱۰۰۰۰ متر
- بارگیری بال: ۱۷۳ کیلوگرم بر متر مربع
- نسبت توان به وزن: ۰٫۲۴۱ کیلووات بر کیلوگرم

تسلیحات
- دو توپ خودکار ثابت ۲۰ میلی‌متری ام‌گه اف‌اف/ام: هر یک ۱۸۰ فشنگ (۳ خشاب - هر یک ۶۰ فشنگ)
- چهار مسلسل ثابت ۷٫۹۲ میلی‌متری ام‌گه ۱۷: هر یک ۱۰۰۰ فشنگ
- یک مسلسل متحرک ۷٫۹۲ میلی‌متری ام‌گه ۱۵ برای تیربارچی دم